# モルテーノ
モルテーノ（伊: Molteno）は、イタリア共和国ロンバルディア州レッコ県にある、人口約3,500人の基礎自治体（コムーネ）。

## 地理

### 位置・広がり
レッコ県南西部のコムーネ。県都レッコから南西へ11km、州都ミラノから北北東へ36kmの距離にある。

#### 隣接コムーネ
隣接するコムーネは以下の通り。
- アンノーネ・ディ・ブリアンツァ
- ボジージオ・パリーニ
- コスタ・マズナーガ
- ガルバニャーテ・モナステーロ
- オッジョーノ
- ロージェノ
- シローネ

### 気候分類・地震分類
気候分類では、zona E, 2484 GGに分類される。
また、イタリアの地震リスク階級 (it) では、zona 3 (sismicità bassa) に分類される。

## 行政

### 分離集落
モルテーノには、以下の分離集落（フラツィオーネ）がある。
- Coroldo, Gaesso, Luzzana, Molino, Paolina, Pascolo, Molera, Raviola